# Katja Strunz
Katja Strunz (* 1970 in Ottweiler) ist eine deutsche Künstlerin.

## Leben
Katja Strunz begann nach dem Abitur in Bad Mergentheim 1989 ein Studium der Philosophie, Kunstgeschichte und Geschichte an der Universität Mainz. 1990 wechselte sie ihre Studienfächer und belegte ebenda bis 1993 Kunstpädagogik und Philosophie. 1993 nahm sie ein Studium der Freien Kunst an der Staatlichen Akademie der Bildenden Künste in Karlsruhe auf.
1999 übernahm Strunz eine Vertretungsprofessur im Fach Malerei und Installation für Friedemann Hahn an der Universität Mainz. Dort folgten 2002/2003 und 2005/2006 Lehraufträge für Malerei und Installation. 2013 bis 2016 hatte sie eine Gastprofessur für Bildhauerei an der Universität der Künste Berlin inne.
Strunz’ Kunst nutzt zeitliche Konzepte durch Ausstellungen und Werke wie Enclosed Time und Present Past.
Strunz erhielt eine Vielzahl an Preisen, darunter Ars Viva 04/05, Preis des Kulturkreises der deutschen Wirtschaft BDI e.V. (2004), Art Scope von DaimlerChrysler Japan (2005), den Förderpreis der Adolf-Luther-Stiftung (2006) und Vattenfall Contemporary, Berlin (2013).

## Werk

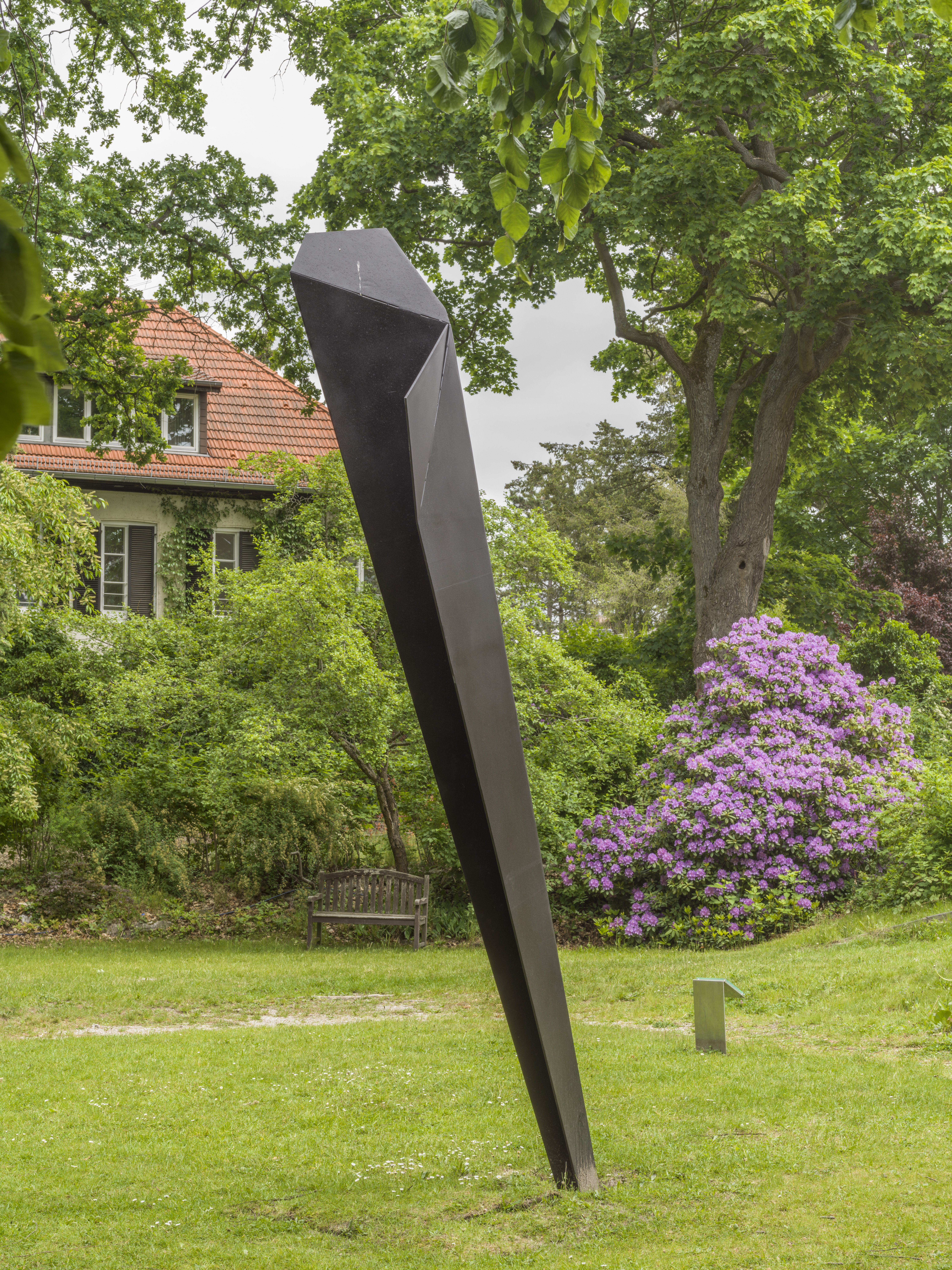
Katja Strunz: Kreatur des Einfalls, im Skulpturenpark beim Haus am Waldsee

Katja Strunz erschafft hauptsächlich Skulpturen, Installationen und Collagen. In ihrer Kunst spielen die Formensprache des Konstruktivismus, der Minimal Art und ähnlicher Avantgarde-Bewegungen abstrakter Kunst des 20. Jahrhunderts eine bedeutende Rolle, deren Vertreter (u. a. Kasimir Sewerinowitsch Malewitsch, Alexander Michailowitsch Rodtschenko und El Lissitzky) sie zitiert. Charakteristisch für ihr Werk sind komplexe künstlerische Referenzen. Häufig gibt sie ihren Werken keinen Titel oder wählt solche, die eher verschleiern als erklären. Eingeschlossene Zeit, Zeittraum, Nachzeit, Present Past oder Unfolding Process lauten einige der Titel, welche Katja Strunz für ihre Ausstellungen und Arbeiten verwendet. Einige ihrer Arbeiten sind in öffentlichen Sammlungen, wie dem Centre Georges Pompidou, MNAM, Paris; Sammlung der Berlinischen Galerie, Berlin; Stiftung Saarländischer Kulturbesitz, Saarbrücken oder der Sammlung Zeitgenössische Kunst des Bundes, Bonn vertreten.

## Ausstellungen (Auswahl)
- 2023: Katja Strunz – Restored Spalls: Unfolding While Falling, Nathalie Karg Gallery, New York[16][5]
- 2019: Biester der Zeit, Lynn Chadwick, Hans Uhlmann, Katja Strunz, Haus am Waldsee, Berlin[7]
- 2013: Katja Strunz – Drehmoment (Viel Zeit, Wenig Raum), Berlinische Galerie, Berlin[17]
- 2013: Katja Strunz – Unfolding Process, Contemporary Fine Arts, Berlin[18]
- 2012: The Imminence of Poetics, 30th São Paulo Biennial, São Paulo[19]
- 2011: Katja Strunz – Tick Tock Crick Clock, Almine Rech Gallery, Brüssel[20]
- 2010: Katja Strunz – Im Geviert, Saarlandmuseum, Saarbrücken[18]
- 2010: Katja Strunz – Canopy Curtain, Kunst-Station Sankt Peter, Köln[5]
- 2009: elles@centrepompidou, Centre Pompidou, Paris
- 2009: Katja Strunz – Sound of the Pregeometric Age, Camden Art Centre, London[21][22]
- 2008: Katja Strunz – Einbruchstellen, Contemporary Fine Arts, Berlin[20][5]
- 2006: Katja Strunz – Faltgestalt, Kunstmuseum Krefeld im Museum Haus Esters, Krefeld[23]
- 2006: Katja Strunz – Whose Garden Was This, Gavin Brown’s enterprise, New York[24]
- 2003: Land, Land! Katja Strunz, Rivane Neuenschwander, Helen Mirra, Kunsthalle Basel, Basel[25][26]
- 2001: Katja Strunz, Gavin Brown’s enterprise, New York[24]